# Кокудака
Кокуда́ка (яп. 石高制, こくだかせい, МФА: [koku̥dakaseː]) — система оцінювання прибутковості земельної ділянки за продуктивністю в Японії раннього нового часу. Критерієм продуктивності була кількість рису, який можна було потенційно зібрати з ділянки. Ця кількість фіксувалася в державних земельних кадастрах і слугувала мірилом. Обсяги рису обраховували в одиницях коку. Дослівно «кокудака» означає «кількість коку». 
Система оцінювання землі була впроваджена наприкінці 16 століття, в ході складання земляних кадастрів Тойотомі Хідейосі. Її метою був відрив самураїв від землі, ліквідація приватного недержавного землеволодіння. Згідно з цією системою замість певної земельної ділянки господар надавав васалу зарплату у вигляді рисового пайка, розмір якого відповідав кількості риса, який збирали з цієї ділянки. Протягом 17 — 19 століття, заможність господаря і його слуг оцінювалися не кількістю, а продуктивністю земель, що оцінювалася в коку.
Життєвим мінімумом на один день вважалося 0,001 коку, близько 150 г невареного рису.